# 超イオン伝導体
超イオン伝導体（ちょうイオンでんどうたい、superionic conductor）または高イオン伝導体（こう—）はイオン結合性の高い化合物のうち、その化合物の融点より十分低い温度領域で高いイオン伝導率（イオン伝導度）を持つもの指す。この場合のイオン伝導率はおよそ 10−3 Ω−1・cm−1 である。超イオン導電体、固体イオニックスとも呼ばれる。
20世紀初めごろの、ヨウ化銀 (AgI)、ヨウ化銅 (CuI) などのイオン伝導性に関する研究が最も初期のものである。イオン伝導性を担うもの（キャリア）にはその化合物を構成する陽イオン、陰イオンのどちらかがなる（どちらかは化合物によって異なる）。また、同時に電子が電気伝導に寄与する化合物もある。
ヨウ化銀の場合、420–828 K の温度範囲で超イオン伝導性を示す（828 K はヨウ化銀の融点）。この性質を示す結晶構造でのヨウ化銀（超イオン伝導相）は α-AgI といわれる。
燃料電池の電極材や電解質、センサーなどへの応用が研究されている。